# Riktad sprängverkan

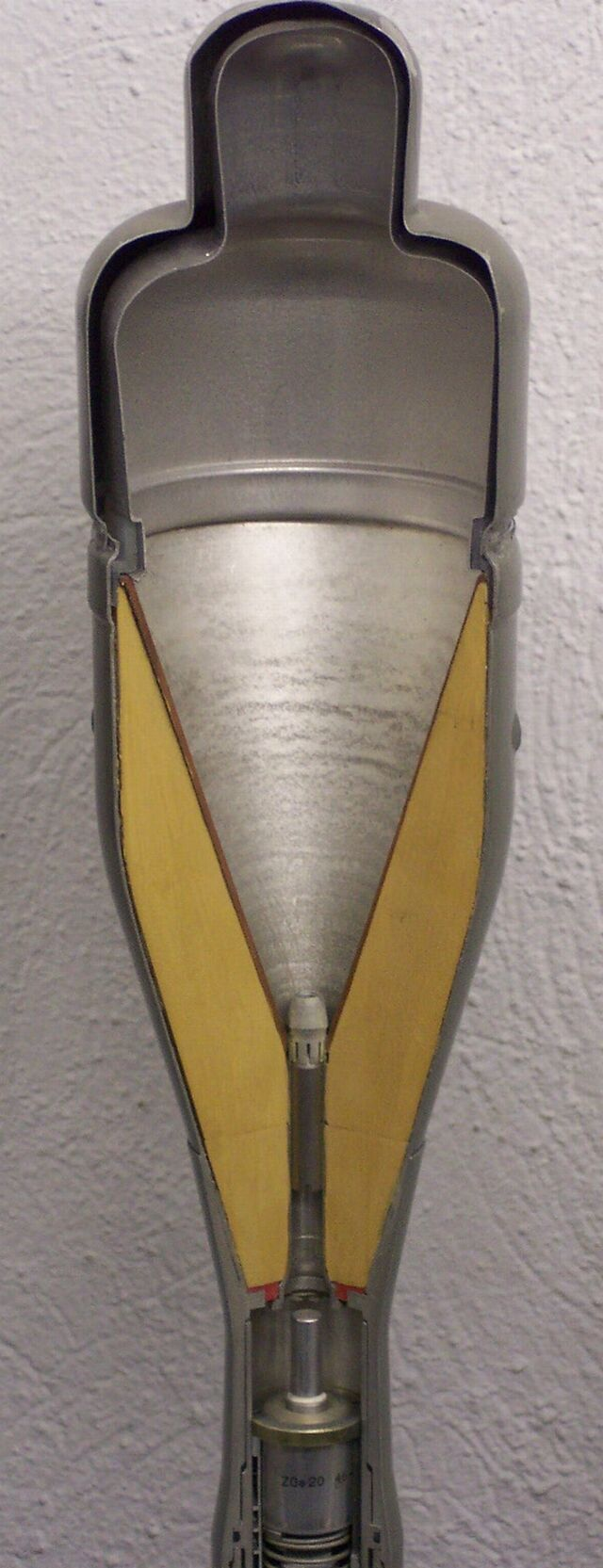
En RSV-laddning i genomskärning.

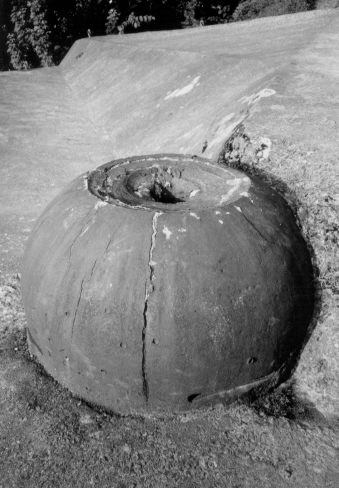
Verkan av en RSV-laddning mot en pansarkupol vid Eben-Emael.

Riktad sprängverkan (militärförkortning: RSV) är en metod för att rikta sprängverkan (alltså samlad tryckverkan och splitterverkan) mot en avsedd riktning eller en minimal punkt i syfte att koncentrera och öka verkan. Exempel är bland annat Claymore-minor och pansarsprängammunition. Likande riktad sprängverkan finns även riktad tryckverkan (RTV), som då enbart verkar genom tryckverkan.
Riktad sprängverkan och riktad tryckverkan definieras av svenska försvarsmakten som följande enligt 1979 års upplaga av publikationen 'Preliminär ammunitionsordlista':
| ”                                                                                               | riktad sprängverkan (RSV) – princip att genom en sprängladdnings form, ofta i kombination med konkavt metallinlägg, samla verkan från laddningens detonation i vissa riktningar på sådant sätt att stor genomslagsförmåga i hårda mål uppnås. Med hänsyn till hur verkan är samlad och utnyttjas kan riktad sprängverkan benämnas till exemepel RSV3 och RSV4. riktad tryckverkan (RTV) – verkan från verkansdel konstruerad att ge tryckverkan i en eller flera definiera riktningar. | „ |
| – Försvarets materielverk (FMV): Preliminär ammunitionsordlista (AMORDLISTA), 1979 års upplaga, | |   |

## Historia
En fungerande sprängladdning uppfanns 1883 av tysken Max von Foerster. Effekten som laddningen använder sig av kallas vanligtvis för Munroeeffekten efter Charles E. Munroe som gjorde samma arbete som Foersten men ett par år senare. Det finns dock belagt att effekten noterats redan så tidigt som 1792.
Idén utvecklades senare på 1930-talet av både tysken Franz Thomanek och schweizaren Henry Mohaupt, som senare kom att delge sina framsteg till USA. Båda sägs vara den moderna RSV-laddningens fäder.[källa behövs]
När andra världskriget bröt ut hade tyskarna fått fram fungerande sprängladdningar. Deras sprängladdningar utgjordes av halvklot av järn som var ihåliga och klädda med sprängämne. Dessa sprängladdningar användes främst för att spränga hål i bunkrar och befästningar och utnyttjades bland annat vid det spektakulära anfallet mot det belgiska fortet Eben-Emael i maj 1940.[källa behövs]

## Hålladdning
En hålladdning är en riktad sprängladdning där laddningen försetts med en konkav hålighet eller inbuktning åt verkans riktning. Denna hålighet är sedan invändigt skonad i metall, såsom en inverterad kon eller skål, vilken avses sprängas ihop till en projektil eller smält metallstråle med mycket hög energi och hastighet när laddningen utlöses, vilket främst avses för pansarvärn.
Det finns i två vanligt förekommande former av hålladdning: strålbildande, även kallat RSV III, och projektilbildande, även kallat RSV IV.

### RSV III – strålbildande RSV
Strålbildande RSV, även kallat RSV III, använder en konformad metallinlägg (vanligen koppar eller aluminium) i framkanten av sprängladdningen. När sprängämnet detonerar kramas metallkonen ihop och skjuts iväg. Cirka 20 % av metallen bildar en smal stråle med mycket hög hastighet (8–10 km/s) som med stor kraft tränger in i målet. Den resterande delen bildar en efterföljande ”slug” som rör sig betydligt långsammare (cirka 500 m/s). Strålbildande RSV-laddningar kan slå igenom 5–7 gånger tjockare pansar än laddningens diameter, men bara på mycket kort avstånd. Den används i pansarsprängammunition som pansarspränggranater och majoriteten av pansarvärnsrobotar.

### RSV IV – projektilbildande RSV
Projektilbildande RSV, även kallat RSV IV, använder ett metallinlägg som är skålformat eller har mycket flackare kon än strålbildande RSV. Vid detonation bildar hela metallinlägget en sammanhängande projektil som rör sig med 1,5–2 km/s. Projektilen slår igenom mycket mindre pansar än strålbildande RSV, men den behåller genomslagskraften över mycket längre avstånd, ofta flera hundra meter. Dess restverkan bakom pansaret är också större. Projektilbildande RSV-laddningar används främst i minor, både i stridsvagnsminor som stridsvagnsmina 6 som verkar mot bottenplåten och i syftminor som fordonsmina 14.

## RSV-vapen i svenska försvarsmakten
Exempellista:
Strålbildande RSV
- 40 mm granattillsats ak
  - 40 mm gevärspansarspränggranat (40 GPSGR)
- 40 mm granatspruta m/92
  - 40 mm pansarspränggranat (40 PSGR)
- Pansarskott m/68
- Pansarskott m/86
- 84 mm granatgevär m/48, samt granatgevär m/86
  - 84 mm spårljuspansarspränggranat (slpsgr) m/56
  - 84 mm spårljuspansarspränggranat (slpsgr) m/62
  - 84 mm spårljuspansarspränggranat (slpsgr) m/66
  - 84 mm spårljuspansarspränggranat (slpsgr) m/75
- Antiubåtsgranat (augr) M/84 "Elma"
- 120 mm pansarsprängvinggranat (psvingr) m/94 SLUFA "Strix"

Projektilbildande RSV
- Stridsvagnsmina 6
- Fordonsmina 14
- 155 mm bonusgranat "Bonus"
- 600 kg bombkapsel m/90 "Mjölner"
  - Multi Splitter JAS 39 2 (MUSJAS2)